# Les Cornelles (Erinyà)
Les Cornelles és un indret del terme municipal de Conca de Dalt, a l'antic terme de Toralla i Serradell, al Pallars Jussà, en territori del poble d'Erinyà.
Està situat al nord-est d'Erinyà, a la cua del serrat que davalla des del Serrat del Ban cap al sud-est. La carretera local que mena a Erinyà i Serradell discorre pel peu d'aquest indret gairebé tot el tros abans d'arribar a Erinyà.